# Klaus Ebner
Pour l’article homonyme, voir Ebner.
Klaus Ebner (né le 8 août 1964 à Vienne) est un écrivain et traducteur autrichien. Après avoir publié des livres sur des thèmes logiciels ainsi que des textes littéraires dans des revues pendant les années 1990, la première collection de narrations parut en 2007. Ebner est un auteur de prose, d'essais et de poésie. Il écrit des poèmes en allemand et en catalan. Il est membre de plusieurs associations d'écrivains d'Autriche et de Catalogne.

## Biographie
Klaus Ebner naquit en 1964 à Vienne en Autriche. Sa mère Ingeborg (*1944) était coiffeuse pendant que son père Walter (1939-1996) travaillait dans la vente d'électronique de loisir. Ebner grandit dans une famille bourgeoise de classe moyenne au 3e arrondissement de Vienne. La sœur est née en 1969. En suite la famille déménagea au 20e arrondissement qui est marqué plus nettement par la classe ouvrière. Pendant huit ans, il alla au collège et au lycée au 2e arrondissement de Vienne. Les premières expériences littéraires remontent à cette période.
En 1982 et après un cours estival à l'université de Tours, Ebner commença ses études de langues romanes, de philologie allemande et de traductologie. À l'institut d'interprétariat et de traduction, il s'inscrivit aux cours d'allemand, de français et d'italien, pendant qu'à l'institut de philologie allemande, il apprit un peu de yiddish et fit la connaissance avec la culture juive. En même temps, il travailla pour un petit cénacle et une revue littéraires. Après les études, il initia différentes activités professionnelles, comme la traduction, l'enseignement de langues étrangères et la collaboration à des projets de formation informatique. Surtout pendant les années quatre-vingt-dix, l'auteur rédigea des articles et des livres sur des thèmes logiciels. En 1999, il passa six semaines en Caroline du Nord (U.S.A.) où il collabora à un livre anglais dont le thème étaient des serveurs PC.
En 2001, pendant des études à une École Supérieure de Management Européen, il rédigea un essai sur l'islamisme en Europe qui fut publié postérieurement en Allemagne. L'intérêt de l'auteur pour les civilisations arabe et musulmane est reflété dans plusieurs narrations, comme Momentaufnahme (Instantané) et Flug sechs-zwo-zwo (Vol-six-deux-deux) ou bien orgiastisch (orgiaque).
Klaus Ebner a quatre enfants à qui il parle français. Il vit et travaille à Vienne. Il contribue constamment de « petits » textes à des revues littéraires ainsi que dans des anthologies en Autriche, Allemagne, Suisse et Catalogne. Il est membre des associations d'écrivains Grazer Autorinnen Autorenversammlung et Österreichischer Schriftstellerverband.

## Œuvre
Depuis l'école, de petits textes en prose, de la poésie et des pièces radiophoniques furent écrits. L'auteur publiait dans des revues littéraires et culturelles, comme dans Sterz qui est une revue littéraire styrienne à haut tirage, et dans Lesezirkel, un magazine publié alors par le journal viennois Wiener Zeitung. Il s'intéressait à la culture catalane : le titre de son mémoire, écrit en français, porte le titre L'image des Pays Catalans chez les écrivains français à partir du Romantisme. En outre, il publia des extraits d'un Journal catalan en 1987.
Après la naissance du premier fils en 1987, l'activité littéraire ralentit. Pendant les années 1990, il publia peu mais commença le roman Feuers Geraun. Deux chapitres du roman parurent dans la revue haute-autrichienne Die Rampe en 1994 (Der Schreiber von Aram - Le Scribe d'Aram) et en 1997 (Das Gesetz - La Loi).
À partir de 2004, l'activité de publication s'intensifia. Klaus Ebner est un auteur de prose narrative, d'essais et de poésie. Quoiqu'écrivain germanophone, il écrit une partie de ses poèmes en catalan. Une bourse littéraire du gouvernement autrichien aboutit à la rédaction d'un essai historico-culturel sur l'Andorre. Il traduisit le roman L'Absent de l'auteur catalan Josep Navarro Santaeulàlia en allemand. Des essais sur la culture catalane, par exemple sur Barcelone et l'Andorre, furent imprimés par le magazine littéraire Literatur und Kritik.
La première collection de narrations parut en 2007. Lose (Destins) comprend 45 contes dont une vingtaine avait déjà été publiée dans différentes revues et anthologies. En 2008, c'est Auf der Kippe (En porte-à-faux). En 2009 suivit la première publication catalane, un cycle de poésie intitulé Vermells (Rouges).

### Critique
Selon la critique Julia Rafael, les narrations révèlent une richesse thématique, dont d'actuels problèmes sociaux. Elle dit que les textes dans Lose "imposent en quelque sorte", mais "les phantasmes, l'ironie et l'humour y figurent également". En outre, continue-t-elle, les métaphores "dépassent la réalité sans qu'elles aillent à la dérive". Selon le journaliste autrichien Paul C. Jezek le style est marqué par un langage très soigneux. Chaque phrase est mélodique et surtout la petite prose manifeste un caractère lyrique. Il compare les phrases à des "peintures japonaises - chaque mot a été choisi avec du souci". L'écrivain et critique Wolfgang Ratz fait des observations pareilles et souligne la "précision du langage littéraire" et "l'affinité aux détails de forme" pendant qu'il mentionne également la stridence sarcastique des contes critiques.

### Distinctions
En 1982, Ebner reçut le Prix de Jeunesse pour la Littérature d'une banque autrichienne. La nouvelle Das Brandmal (Le Stigmate) avait attiré l'attention du critique et membre du jury Hans Weigel. La nouvelle raconte l'histoire d'un jeune homme qui fait son service civil et fait connaissance d'un pensionnaire qui lui semble un peu bizarre au début. Peu à peu il apprend l'histoire de ce monsieur âgé qui a dû subir, en tant que Juif, la persécution par le Troisième Reich. C'est donc cette expérience qui la mutilé mentalement. Ainsi le jeune homme est confronté pour la première fois au rôle ambigu de l'Autriche pendant la Seconde Guerre mondiale et aux camps de concentration dont le retraité commence à parler. Un an après le prix, la nouvelle fut publiée par le journal germanophone israélien Israel-Nachrichten.
Le jury du prix de poésie Feldkircher Lyrikpreis mit en relief le langage précis de l'auteur et ses "efforts résolus pour un choix adéquat de mots". Lors du Prix International de Poésie Nosside, le poème ein Zettler reçut une mention. Le jury évoqua la "tristesse métropolitaine" personnalisée par l'homme de paperasses, un sans-loyer de qui le repas consiste en solitude. Voici le texte du poème :
| Allemand (original) | Traduction française |
| --- | --- |
| ein Zettler krank vergessen ganz im Suff die Wagenräder sperren zäh sein Mahl besteht aus Einsamkeit garniert mit Sehnsucht nach Vergangenem betört von lauten Rufen Hoffnung wie vor langem sie verlosch | un homme de paperasses malade oublié dans son ivresse les roues de charrette bloquent tenacement en solitude consiste son repas garni de nostalgie des temps passés et envoûté par des cris aigus l'espoir longtemps déjà éteint |

En début de 2008, Klaus Ebner reçut le prix littéraire Wiener Werkstattpreis 2007. La narration vainqueure Der Flügel Last (Le Poids des ailes) décrit les jours à l'hôpital d'une fille de sept ans qui souffre de cancer. Le style narratif se rapproche de la perspective de l'enfant. L'essai vainqueur, Was blieb vom Weißen Ritter? (Que demeure du Chevalier Blanc ?), introduit dans le roman médiéval Tirant lo Blanc du valencien Joanot Martorell ; l'auteur y entremêla sa propre expérience de lecture avec des faits historiques et littéraires.

## Distinctions et prix littéraires
- 2014 Prix de Poésie Catalane Parc Taulí[23]
- 2010 Second Prix du Concours de Prose Courte « Sprachräume - Schreibwelten » de l'Association d'Écrivains Autrichiens ÖSV[24]
- 2008 Bourses de littérature du gouvernement autrichien[25]
- 2007 Wiener Werkstattpreis 2007 (Vienne)[26]
- 2007 Mention au Premio Internazionale di Poesia Nosside (Reggio Calabria)[27]
- 2007 Bourse de voyage de littérature du gouvernement autrichien[28]
- 2005 Feldkircher Lyrikpreis (4e rang)[29]
- 2004 La Catalana de Lletres 2004 Mention, et publication dans l'anthologie (Barcelone)[30]
- 1988 Erster Österreichischer Jugendpreis (Prix littéraire pour la jeunesse) pour le roman Nils
- 1984 Prix de pièce radiophonique de la revue littéraire TEXTE (3e rang)
- 1982 Erster Österreichischer Jugendpreis (Prix littéraire pour la jeunesse) pour la nouvelle Das Brandmal

## Publications

### Éditions françaises
- Vermeils, poésie, Éditions Les Hauts-Fonds, Brest 2014,  (ISBN 978-2919171095)

### Livres allemands
- Wortspieler (Jongleur de paroles); essai, BoD, Norderstedt 2020;  (ISBN 978-3-751935852)
- Warum (...ich schreibe) (Pourquoi (...j'écris)); essai, BoD, Norderstedt 2020;  (ISBN 978-3-749470419)
- Physikstunde (Leçon de physique); narrations, BoD, Norderstedt 2020;  (ISBN 978-3-750423749)
- Ohne Gummi (Sans préservatif); prose, Arovell Verlag, Gosau-Vienne-Salzbourg 2013;  (ISBN 978-3-902808-36-3)
- Dort und anderswo (Là-bas et ailleurs); essais de voyage, Mitterverlag, Wels 2011,  (ISBN 978-3-9502828-9-4)
- Andorranische Impressionen (Impressions andorranes); essai, Wieser Verlag, Klagenfurt 2011,  (ISBN 978-3-85129-934-2)
- wieso der Mückenschwarm dein Augenlicht umtanzt (pourquoi les moustiques dansent autour de ta vue); poésie, Édition Art Science, St. Wolfgang 2011,  (ISBN 978-3-902157-88-1)
- Hominide (Hominidé); narration, FZA Verlag, Vienne 2008,  (ISBN 978-3950229974)
- Auf der Kippe (En porte-à-faux) ; prose courte, Arovell Verlag, Gosau 2008,  (ISBN 978-3902547675)
- Lose (Lots) ; narrations, Édition Nove, Neckenmarkt 2007,  (ISBN 978-3852511979)

### Livres catalans
- Forats (Trous); poésie, BoD, Madrid 2020,  (ISBN 978-8413262901)
- Per què (...escric) (Pourquoi (...j'écris)); essai (autotraduction), BoD, Madrid 2020,  (ISBN 978-84-13267104)
- Vestigis; poésie, BoD, Madrid 2019,  (ISBN 978-84-13266435)
- Blaus (Bleus); poésie, Pagès Editors, Lleida 2015,  (ISBN 978-84-9975-627-1)
- Vermells, poésie, SetzeVents Editorial, Urús 2009,  (ISBN 978-8492555109)

### Contributions dans des anthologies
- Die Stadt und das Meer (La Ville et la mer) ; essai, dans : Reisenotizen, FAZ Verlag, Vienne 2007,  (ISBN 978-3950229943)
- Routiniert (Routine) ; narration, dans : Sexlibris, Schreiblust Verlag, Dortmund 2007,  (ISBN 978-3-9808-2781-2)
- Weinprobe (Dégustation de vin) ; narration, dans : Das Mädchen aus dem Wald, Lerato-Verlag, Oschersleben (RFA) 2006,  (ISBN 3-938882-14-X)
- El perquè de tot plegat (La Raison de tout) ; poème catalan, dans : La Catalana de Lletres 2004, Cossetània Edicions, Barcelone 2005,  (ISBN 84-9791-098-2)
- Das Begräbnis (Funérailles) ; narration, dans : Kaleidoskop, Édition Atelier, Vienne 2005,  (ISBN 3-902498-01-3)
- Abflug (Départ) ; narration, dans : Gedanken-Brücken, Édition Doppelpunkt, Vienne 2000,  (ISBN 3-85273-102-X)
- Island (Islande) ; poésie, dans : Vom Wort zum Buch, Édition Doppelpunkt, Vienne 1997,  (ISBN 3-85273-056-2)
- Heimfahrt (La Rentrée) ; narration, dans : Ohnmacht Kind, Boesskraut & Bernardi, Vienne 1994,  (ISBN 3-7004-0660-6)
- Träume (Rêves) ; prose, dans : Junge Literatur aus Österreich 85/86, Österreichischer Bundesverlag, Vienne 1986,  (ISBN 3-215-06096-5)